# Wołowski-Palast

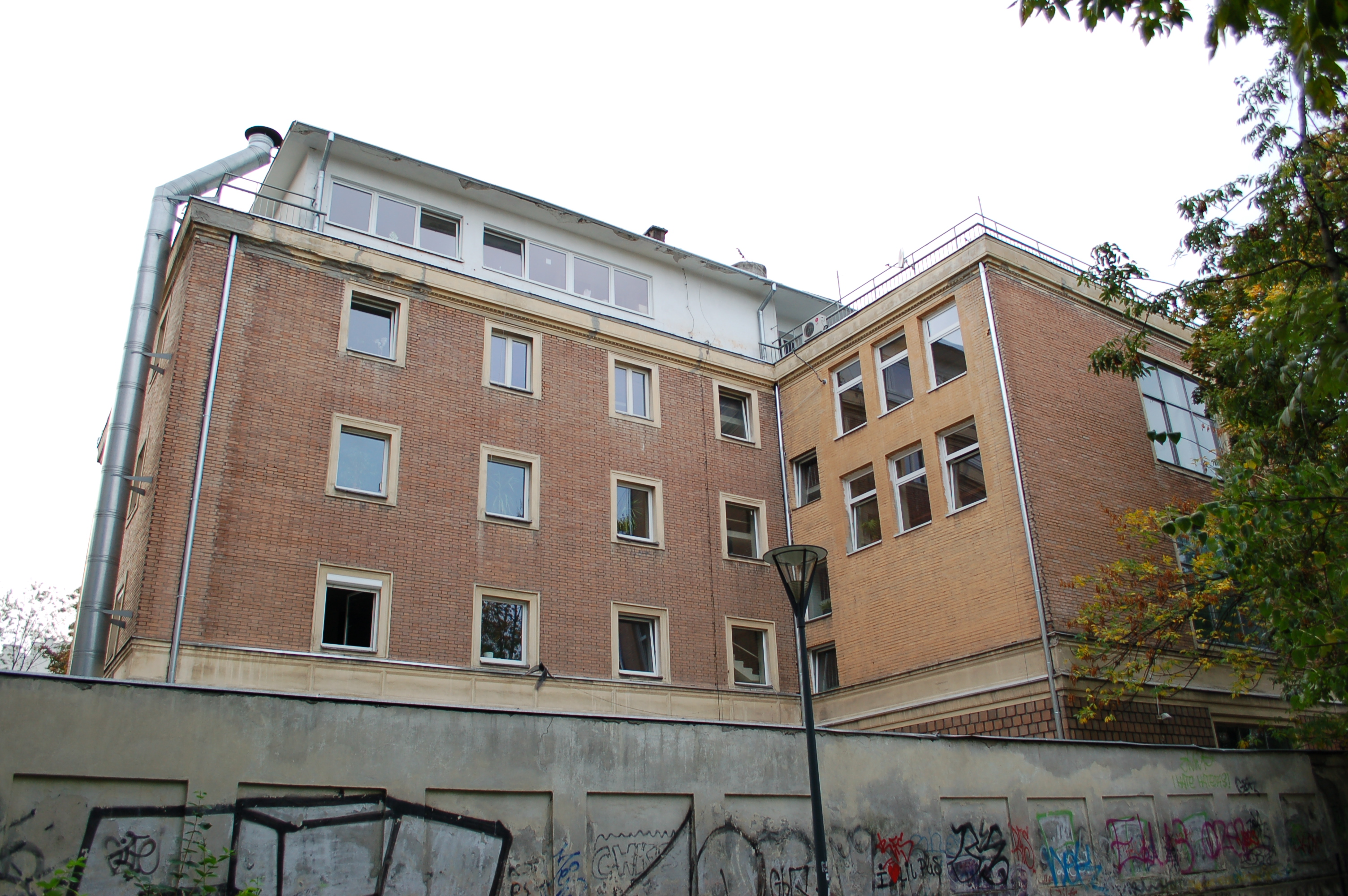
Die Ostseite des Gebäudes, das sich nach seinem Wiederaufbau nicht nur mit geändertem Grundriss und Fassaden, sondern auch mit einem ausgebauten Dachgeschoss präsentiert

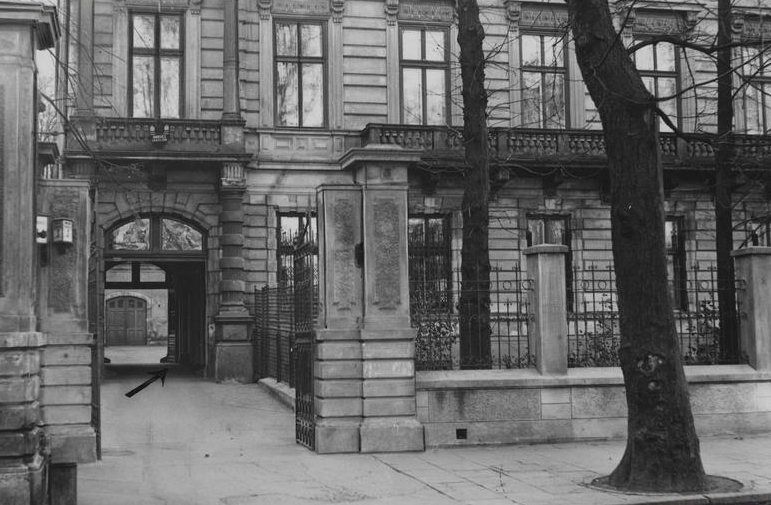
Zufahrt zum Palast von der ul. Foksal im Jahr 1934. Die damalige Durchfahrt zum Hinterhof gibt es heute nicht mehr, das Gebäude ist an der Ostseite rund 2 Meter verkürzt wiederaufgebaut worden.

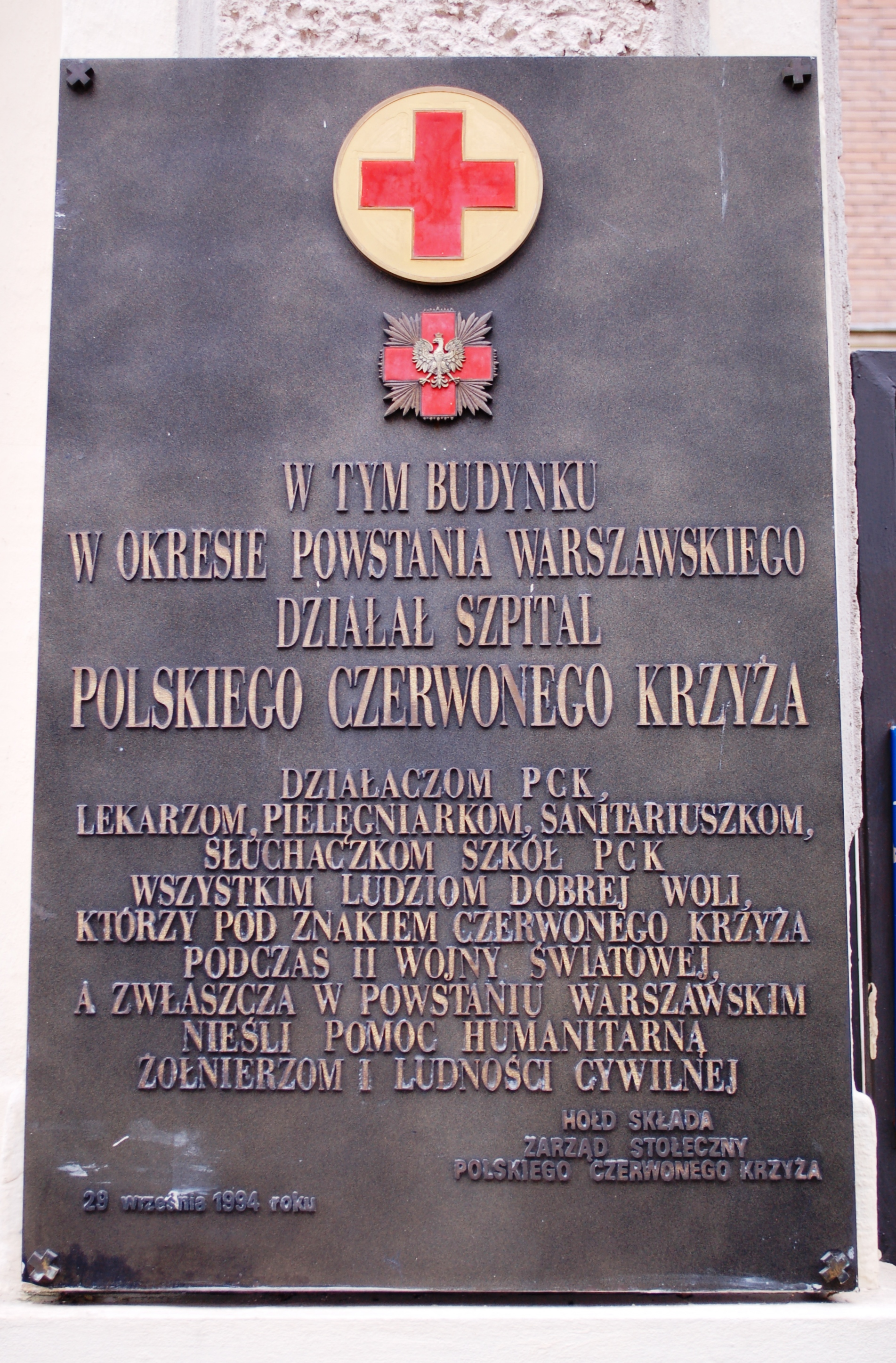
Gedenktafel für ein hier im Krieg betriebenes Lazarett des Polnischen Roten Kreuzes

Der Wołowski-Palast (auch Stanisław Wołowski-Palast, Bourbon-Palast oder -Mietshaus genannt und nach dem Krieg auch als Palast der Journalisten bezeichnet, polnisch: Pałac bzw. Kamienica Wołowskiego, Pałac Stanisława Wołowskiego, Pałac Bourbona oder Pałac Dziennikarza) befindet sich in Warschaus Innenstadtdistrikt an der Ulica Foksal 3/5. Als Residenz errichtet und später als Gesandtschaftsgebäude genutzt, befinden sich hier heute der Sitz des Polnischen Journalistenverbandes und ein elegantes Restaurant.
Der Palast liegt am Ende der Ulica Foksal, die mit dem großen Grundstück des Zamoyski-Palastes abschließt. Direkt westlich angrenzend an den Zamoyski-Palastes befindet sich der Wołowski-Palast, ihm gegenüber liegt der zeitgleich errichtete Przeździecki-Palast.

## Geschichte
Der Palast wurde im Jahr 1878 für den Bankier, Kaufmann und Gutsbesitzer von Pruszków, Stanisław Wołowski nach einem Entwurf von Bronisław Żochowski-Brodzic gebaut. Das Objekt bestand aus einem breiten Frontgebäude und zwei schmalen rückwärtigen Flügelanbauten. 1893 erbte die Tochter des Erbauers, Jadwiga Maria (1873–1967) und deren Ehemann, Graf Antoni Potulicki (1857–1919), das Anwesen.
Im Jahr 1900 erwarb Magdalena Radziwiłłowa den Palast; sie ließ an der Westseite des dreigeschossigen Kerngebäudes einen zweigeschossigen Anbau mit einer Freitreppe zum Garten und einer darüber liegenden Veranda errichten. Ab 1922 vermietete die Prinzessin den Palast an ausländische Gesandtschaften; von 1922 bis 1930 befand sich hier der Sitz des US-amerikanischen und anschließend – von 1930 bis 1939 – der des norwegischen Gesandten. Eine Zeitlang soll sich (im zweiten Stock) auch die Gesandtschaft Mexikos befunden haben.
Das Gebäude diente auch als Treffpunkt von Mitgliedern der Organisation Bezpartyjny Blok Współpracy z Rządem. Am 15. Juni 1934 wurde hier vor dem Grundstückstor der polnische Innenminister Bronisław Pieracki von einem Mitglied der Organisation Ukrainischer Nationalisten erschossen. Zu Ehren des Ermordeten wurde der Name der Straße kurz darauf in Ulica Pierackiego geändert. 1938 ging der Palast an den Prinzen Antoine Marie Joseph Alphonse Adam von Bourbon-Sizilien über.

### Krieg und Nachkriegszeit
Das Gebäude wurde während der Warschauer Aufstandes als Krankenhaus des Polnischen Roten Kreuzes (PCK) zur Versorgung verwundeter Aufständischer genutzt. Eine Gedenktafel an der Grundstückspforte erinnert seit 1994 daran:

„W tym budynku w okresie Powstania Warszawskiego działał szpital Polskiego Czerwonego Krzyża. Działaczom PCK lekarzom, pielęgniarkom, sanitariuszkom, słuchaczkom szkół PCK. Wsystkim ludziom dobrej woli, którzy pod znakiem Czerwonego Krzyża podczas II Wojny Światowej, a zwłaszcza w Powstaniu Warszawskim nieśli pomoc humanitarną żołnierzom i ludności cywilnej“

„ In diesem Gebäude bestand während des Warschauer Aufstandes ein Krankenhaus des Polnischen Roten Kreuzes. Hier waren Ärzte, Krankenschwestern und Sanitäter des Roten Kreuzes sowie Schüler von Roten-Kreuz-Schulen tätig. Allen den Menschen guten Willens, die unter dem Zeichen des Roten Kreuzes während des Zweiten Weltkrieges, und besonders beim Warschauer Aufstand, Soldaten und Zivilisten humanitäre Hilfe geleistet haben“

Am Ende des Zweiten Weltkrieges war der Palast zerstört. In den Jahren 1947 bis 1951 erfolgte unter den Architekten Tadeusz Iskierk, Stefan Hołówki, Czesław Duchnowski, Jerzy Walerian Skolimowski und Mieczysław Piprek der Wiederaufbau, bei dem das Gebäude aber erheblich verändert wiederhergestellt wurde. Die Änderungen betrafen sowohl den Gebäudekörper wie auch die Fassadengestaltung. Unter anderem wurde das Gebäude um eine ostwärtige Fensterachse mit der ehemaligen Durchfahrt gekürzt.
Nach dem Wiederaufbau bezog der Polnische Journalistenverband (polnisch: Stowarzyszenia Dziennikarzy Polskich) den vormaligen Palast. Neben der Journalistenvertretung befinden sich heute auch andere Organisationen hier, wie der Verband der Polnischen Presseverlage (polnisch: Izba Wydawców Prasy). Im Erdgeschoss wurde außerdem das Restaurant “Foksal” eingerichtet. Seit 1972 befindet sich der Palast im Besitz des Finanzministeriums.